# ZTE
ZTE Corporation (кит. 中兴通讯, Zhong Xing Telecommunication Equipment) — китайская компания, крупный производитель телекоммуникационного оборудования. Основана в 1985 году. Штаб-квартира находится в городе Шэньчжэнь.

## История
Компания была основана в 1985 году на базе одной из лабораторий Министерства аэрокосмической промышленности, первоначально называлась Shenzhen Zhongxing Semiconductor. Её основателем и первым председателем был Хоу Вэйгуй (Hou Weigui).
В 1997 году компания внесена в листинг Шэньчжэньской фондовой биржи, а с декабря 2004 года зарегистрирована на Гонконгской фондовой бирже. Входит в состав индекса Hang Seng China Enterprises Index.
В 2006 году компания была крупнейшим в мире поставщиком оборудования для сотовой связи CDMA, в частности единственным поставщиком такого оборудования в Индии, основным в Индонезии и большинстве стран Африки, также присутствовала в Чехии и Норвегии, сотрудничала с 2 региональными операторами связи в США. В 2009 году компания занимала третье место по продаже оборудования для сотовой связи стандарта GSM с долей на мировом рынке 18 %.
По состоянию на 31 декабря 2010 года ZTE имела 1863 международные патентные заявки, зарегистрированные во Всемирной организации интеллектуальной собственности. Корпорация подавала в общей сложности более 33 тысяч международных патентных заявок, что сделало её одним из основных держателей патентов в индустрии связи.
По результатам 2010 года на рынке мобильных телефонов по версии IDC компания заняла 4-е место среди крупнейших производителей (в штучном выражении). В 2011 году ZTE являлся вторым по величине производителем телекоммуникационного оборудования и мобильных телефонов в Китае.
По мнению властей США, с 2010 по 2016 год ZTE продавала в Иран и КНДР оборудование, изготовленное с применением комплектующих из Соединённых Штатов. В марте 2017 года ZTE была оштрафована на 1,19 млрд долларов, на то время самый крупный штраф, наложенный органами США за нарушение экспортного контроля.
В феврале 2018 года руководители американских спецслужб АНБ, ФБР и ЦРУ рекомендовали американским гражданам отказаться от использования смартфонов Huawei и ZTE, мотивировали это тем, что устройства могут использоваться китайскими властями для скрытого шпионажа. В мае министерство обороны США запретило продажу устройств от ZTE и Huawei на американских военных базах. Однако после урегулирования разногласий с правительством США по вопросу продажи устройств Ирану в обход санкций компании был установлен испытательный срок до конца 2020 года. В течение этого периода судом и Министерством торговли США планировалось отслеживание деятельности ZTE, включая её поставки оборудования и технологий. Торговым ведомством был установлен более глубокий мониторинг за компанией и доступ к информации об операциях ZTE, чем у суда, сроком до 10 лет. Позже ZTE нарушила условия соглашения об урегулировании, так как не уволила сотрудников, причастных к незаконным поставкам американской техники в Иран. В октябре 2018 года испытательный срок для компании был продлен до 2022 года.
В мае 2018 года компания приостановила операционную деятельность из-за санкций США. Однако 25 мая президент США Дональд Трамп подтвердил информацию о достижении его администрацией договорённости с ZTE о снятии введенных в её отношении ограничений на ведение бизнеса с американскими компаниями.

## Собственники компании
Акции компании котируются на Шэньчжэньской и Гонконгской фондовой бирже. Крупнейшим акционером по состоянию на начало 2023 года была Zhongxingxin Group, ей принадлежал 21 % акций; эта группа ведёт научно-исследовательскую деятельность в области оптики и машинного зрения, контролируется несколькими организациями: Zhongxing WXT (частная компания, производитель телекоммуникационного оборудования, 49 %), Xi’an Microelectronics (государственный институт микроэлектроники, 34 %), Aerospace Guangyu (государственный производитель комплектующих для авиации, 14,5 %) и Guoxing Ruike (частная инвестиционная компания, 2,5 %).

## Деятельность
Выручка компании за 2022 год составила 123 млрд юаней (17,7 млрд долларов), из них 65 % пришлось на оборудование для операторов мобильной и стационарной связи, 23 % — на потребительскую электронику, 12 % — на правительственные и корпоративные системы связи; на Китай пришлось 69 % выручки, на остальную Азию — 12 %, на Африку — 4 %, на Европу, Америку и Австралию — 14 %.
ZTE имеет 13 собственных научно-исследовательских центров в Китае, США, Швеции и Корее. Более 10 % годовой выручки ZTE отчисляется на НИОКР. Компания имеет партнерские отношения среди крупных международных компаний, таких как: Intel, Microsoft, IBM, Alcatel, Qualcomm, Analog Devices, Accenture, Texas Instruments, Freescale, Agere Systems и ADI.

## Участие в телекоммуникационных организациях
ZTE принимает активное участие в работе многих международных организаций, таких как:
- ITU (Международный союз электросвязи)
- AIC (Азиатский совет по инфокоммуникациям)
- CCSA (Китайская ассоциация по стандартам коммуникаций)
- 3G Association
- 3GPP
- 3GPP2
- CDG (Группа по разработке CDMA)
- International 450 Association,
- OMA (Открытый альянс по мобильной связи)
- IPV6 Forum
- DSL Forum
- WiMAX forum
- WiFi,
- OBSAI (Open Base Station Architecture Initiative)
- NV-IOT (Network Vendors Interoperability Testing Forum) и др.

## ZTE в России
ZTE производит брендированные мобильные телефоны и USB-модемы для российских операторов: МТС 236, МТС 535, МТС 547, МТС Business 840, МТС 916, МТС Glonass 945 (на базе ZTE VF945), MTC Smart Start, Билайн А100, Билайн Е600, Билайн Cмарт 2, МегаФон V9+ и др.
В декабре 2010 года ZTE выпустила брендированный планшетный компьютер Билайн М2 для российского сотового оператора «ВымпелКом» (марка «Билайн»), разработанный на базе собственного устройства компании ZTE Light. В августе 2011 года компания «Билайн» заявила о выходе нового смартфона — Билайн е400, он же ZTE Blade (стоимость около 7 тыс. руб).
В 2005 году, по данным СМИ, компания вела переговоры о возможной покупке поволжского оператора СМАРТС.
В феврале 2012 года представитель ZTE в России Дин Хаомин заявил о приостановке производства смартфонов ZTE с поддержкой ГЛОНАСС. С 2016 года устройства среднего и высшего ценового сегмента поддерживают ГЛОНАСС.

## Продукция
Компания разрабатывает и производит телекоммуникационное оборудование для PSTN сетей, сетей мобильной связи, оптических сетей, сетей передачи данных, интеллектуальных сетей (IN) и сетей следующего поколения (NGN).
В 2018 году на выставке MWC 2018 компания представила смартфон ZTE Blade V9, поступивший в продажу на российском рынке в апреле того же года.
В марте 2019 года стало известно, что ZTE планирует выпустить новый боковой смартфон-слайдер под названием ZTE Axon S, который будет иметь выдвижную конструкцию.
В апреле 2019 года компания сообщила, что в конце месяца планирует презентовать складной смартфон-браслет с гибким OLED-дисплеем Nubia Alpha.
В ноябре 2021 года компания выпустила сверхбюджетный (4790 руб.) смартфон ZTE Blade L9.
В феврале 2023 года ZTE, представила Nubia Pad 3D — первый планшет с 3D-экраном, не требующим специальных очков. Эффект объёмного изображения достигается за счёт технологии AI Engine Super Bionic Eye — фронтальная камера с датчиками разрешением 8 и 16 Мп следит за движением глаз, а процессор с помощью специального алгоритма выполняет преобразование из 2D в 3D в режиме реального времени.
В июле 2023 года ZTE анонсировала первый в мире смартфон с 24 гигабайтами оперативной памяти Red Magic 8S Pro Plus. Игровой смартфон имеет до 1 ТБ встроенной памяти, систему активного охлаждения и батарею емкостью 6000 мАч, поддерживающую быструю зарядку на 60 Вт. Гаджет оснащён 6,8-дюймовым AMOLED-дисплеем с частотой 120 Гц, процессором Qualcomm Snapdragon 8+ Gen 2 и тройной камерой на 50, 8 и 2 Мп.